# Władysław Baczyński (morderca)
Władysław Baczyński (ur. 1918, zm. 17 maja 1960) – polski seryjny morderca, który zastrzelił na terenie Wrocławia i Bytomia 4 osoby.

## Zbrodnie
Zabójstw dokonał w latach 1946–1957, pierwszą ofiarą była Anna S. zabita w 1946 w Bytomiu. Kolejne ofiary zostały zabite na terenie Wrocławia dziesięć lat później. Ofiary zginęły od strzałów z pistoletu. Baczyński zapytany o motywy zabójstw wyjaśnił, że czuł niechęć do ludzi, którzy z racji swego charakteru mieli skłonności do krzywdzenia swoich współpracowników. W jego przekonaniu takimi osobami były jego ofiary, których podwładnym przez długi czas był Baczyński.

## Proces
Baczyński przyznał się do trzech z czterech zabójstw. Jak stwierdził, miał zamiar zabić jeszcze wielu ludzi. W czasie rozprawy symulował początkowo chorobę psychiczną, ale na koniec zmienił swe postępowanie. W czasie trwania procesu nie wykazał skruchy. Proces zakończył się wyrokiem skazującym na karę śmierci. Baczyński zwrócił się do Rady Państwa z prośbą o ułaskawienie, ale jego prośba została odrzucona. 17 maja 1960 wyrok wykonano.

## Ofiary Baczyńskiego
| Lp. | Ofiara   | Data              | Miejsce |
| --- | -------- | ----------------- | ------- |
| 1.  | Anna S.  | 18 lipca 1946     | Bytom   |
| 2.  | Chaim N. | 26 listopada 1956 | Wrocław |
| 3.  | Józef S. | 9 stycznia 1957   | Wrocław |
| 4.  | Józef W. | 18 kwietnia 1957  | Wrocław |

## Odniesienia w kulturze
Na historii zabójstw Władysława Baczyńskiego luźno zostało oparte opowiadanie Jerzego R. Milicza, stanowiące podstawę scenariusza do polskiego filmu kryminalnego z 1979 w reżyserii Romana Załuskiego „Wściekły”.